# Peter Stumpp

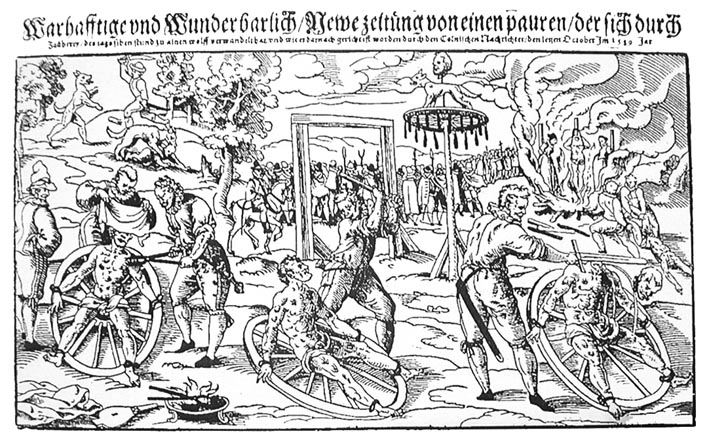
Gravura que descreve a execução de Peter Stumpp em Colonia, em 1589

Peter Stumpp (morto em 1589, cujo nome é também grafado como Peter Stube, Peeter Stubbe, Peter Stübbe ou Peter Stumpf) foi um agricultor da Alemanha, acusado de ser um assassino em série e canibal, também conhecido como o "Lobisomem de Bedburg".

## História
A fonte mais completa sobre o caso é um panfleto de 16 páginas publicado em Londres, durante o ano de 1590, a tradução de uma impressão alemã de que não se tem mais notícia. O panfleto Inglês tem duas cópias existentes (uma no Museu Britânico e um na Biblioteca de Lambeth), foi redescoberto por Montague Summers, um clérigo, em 1920. Ele descreve a vida de Stumpp, os crimes atribuídos a ele, o julgamento, e inclui também muitas declarações tanto de vizinhos quanto de testemunhas dos crimes. Summers reimprimiu o panfleto inteiro, incluindo uma xilogravura, nas páginas 253-259 para o seu trabalho: O Lobisomem.
Outras informações foram fornecidas pelos diários de Hermann von Weinsberg, um vereador de Colonia, e por uma série de jornais ilustrados, que foram impressos no sul da Alemanha e provavelmente baseados na versão alemã do panfleto encontrado em Londres. Os documentos originais devem ter sido perdidos durante as guerras dos séculos que se seguiram.